# Термине ди Кадоре (Белуно)
Термине ди Кадоре (итал. Termine di Cadore) је насеље у Италији у округу Белуно, региону Венето.
Према процени из 2011. у насељу је живело 35 становника. Насеље се налази на надморској висини од 476 м.